# Säsong 12 av Simpsons
Simpsons (säsong 12) sändes i USA mellan 1 november 2000 och 20 maj 2001, men fyra avsnitt från produktionslinjen för säsong 11, (BABF). Säsongens show runner var Mike Scully.
Denna säsong var den sista säsongen med Mike Scully som exekutiv producent. Fyra avsnitt som producerades för säsongen sändes under säsong 13. Al Jean vann en Primetime Emmy Award för "Outstanding Animated Program (for Programming Less Than One Hour)". Säsongen fick också en nominering till Primetime Emmy Award för "Outstanding Music Composition for a Series". Avsnittet HOMR vann en Annie Award för "Outstanding Writing in an Animated Television Production". Hank Azaria nominerades också till en Primetime Emmy Award för Worst Episode Ever. Lisa Simpson vann en Board of Directors Ongoing Commitment Award. Säsongen vann under 2002 även Kids' Choice Awards. Säsongen sågs i genomsnitt av 14,7 miljoner,

## Lista över avsnitt
| Nr i serien | Nr i säsongen | Titel                            | Regissör                                | Författare                                            | Sändningsdatum   | Produktkod |
| --- | ------------- | -------------------------------- | --------------------------------------- | ----------------------------------------------------- | ---------------- | ---------- |
| 249 | 1             | "Treehouse of Horror XI"         | Matt "Groening" Nastuk (Matthew Nastuk) | Don Payne, Carolyn Omine, John Frink och Rob LaZebnik | 1 november 2000  | BABF21     |
| Hela familjen förutom Lisa kommer utklädda till monster och blir attackerade av invånarna i Springfield. G-G-Ghost D-D-Dad- Homer läser i sitt horoskop att han kommer dö och få en komplimang. Lenny ger honom en komplimang och vid middagen dör han då han äter brocolli men får problem att komma till himlen. Scary Tales Can Come True - Bart och Lisa kastas ut i skogen där de klarar sig undan farorna genom att följa en sagobok. De besöker en häxa som bor i ett godishus och Homer börjar leta efter barnen. Night of the Dolphin - Lisa hjälper delfinen Snorky att fly från delfinariet. Delfinen visar sig vara kung och bestämmer sig för hämnas på människorna och delfinerna börjar attackera invånarna i Springfield och utvisar dessa till havet. Kang & Kodos blir sura över att de inte fick medverka i episoden och hoppas att produktionen ringer och ändrar sig. |               |                                  |                                         |                                                       |                  |            |
| 250 | 2             | "A Tale of Two Springfields"     | Shaun Cashman                           | John Swartzwelder                                     | 5 november 2000  | BABF20     |
| En grävling bosätter sig i Santa's Little Helpers hundkoja och Homer får reda på att man delat Springfield i två riktnummer, 636 och 939. Homer ser inga fördelar med de nya riktnumren och upptäcker att de rika får behålla de gamla riktnumret. Springfield delas i två delar, New och Old Springfield, men New Springfield drabbas bara av problem hela tiden då de försöker göra Old Springfield till en sämre plats. Gästskådespelare: Frank Welker, Gary Coleman, Marcia Wallace och The Who. |               |                                  |                                         |                                                       |                  |            |
| 251 | 3             | "Insane Clown Poppy"             | Bob Anderson                            | Don Payne & John Frink                                | 12 november 2000 | BABF17     |
| Homer utför hushållsysslor. Krusty får reda på att han har en dotter, Sophie, och tar hjälp av Homer för att bli en bättre far men får problem då Sophies mamma hatar Krusty och spelar bort hennes fiol till Fat Tony. Gästskådespelare: Amy Tan, Drew Barrymore, Jay Mohr, Joe Mantegna, John Updike och Stephen King. |               |                                  |                                         |                                                       |                  |            |
| 252 | 4             | "Lisa the Tree Hugger"           | Steven Dean Moore                       | Matt Selman                                           | 19 november 2000 | CABF01     |
| Bart önskar sig en ny spelkonsol och börjar extrajobba. Lisa blir förälskad i gruppen "Earth First" och deras ledare Jesse Grass. Lisa går med i gruppen och bosätter sig i Springfields äldsta träd som hotas att huggas ner. Hon lämnar trädet en kort stund då hon saknar sin familj och när hon kommer tillbaka är trädet fällt och alla tror att hon dött. Gästskådespelare: Joshua Jackson. |               |                                  |                                         |                                                       |                  |            |
| 253 | 5             | "Homer vs. Dignity"              | Neil Affleck                            | Rob LaZebnik                                          | 26 november 2000 | CABF04     |
| Bart får sitt först A och familjen firar. Familjen Simpsons får problem att klara alla utgifter och Homer blir Mr. Burns egna apa och gör pinsamma saker för en hög betalning. Då Lisa upptäcker det försöker hon få honom att sluta med dumheterna och Homer bestämmer sig för att bli jultomten. Gästskådespelare: Leeza Gibbons och Marcia Wallace. |               |                                  |                                         |                                                       |                  |            |
| 254 | 6             | "The Computer Wore Menace Shoes" | Mark Kirkland                           | John Swartzwelder                                     | 3 december 2000  | CABF02     |
| Homer skaffar en dator eftersom han annars missar viktig information. Han öppnar en hemsida med skvaller och kallar sig "Mr. X" och blir berömd. Då det avslöjas att Homer är "Mr. X" börjar han hitta på nyheter och blir bortförd till en ö där alla som vet för mycket samlas. Gästskådespelare: Marcia Wallace och Patrick McGoohan. |               |                                  |                                         |                                                       |                  |            |
| 255 | 7             | "The Great Money Caper"          | Michael Polcino                         | Carolyn Omine                                         | 10 december 2000 | CABF03     |
| Bart blir intresserad av trolleri efter att familjen besökt en föreställning där Marge blir beroende av Long Island Iced Tea. Bart och Homer försöker tjäna pengar på trolleriet men inser att lura andra på pengar är ett bättre sätt och tar hjälp av farfar. Gästskådespelare: Edward Norton. |               |                                  |                                         |                                                       |                  |            |
| 256 | 8             | "Skinner's Sense of Snow"        | Lance Kramer                            | Tim Long                                              | 17 december 2000 | CABF06     |
| Familjen Simpsons går på ett djurfri cirkus, dagen efter drabbas Springfield av en snöstorm och när jullovet ska börja är eleverna på Springfield Elementary inspärrade och kaos råder. Skinner bestämmer sig att ta till knep från militären medan Bart gräver en snötunnel och Homer och Ned försöker rädda barnen. Gästskådespelare: Marcia Wallace. |               |                                  |                                         |                                                       |                  |            |
| 257 | 9             | "HOMR"                           | Mike B. Anderson                        | Al Jean                                               | 7 januari 2001   | BABF22     |
| Homer placerar familjens besparingar i datoriserad animering som går i konkurs så Homer börjar bli försöksperson. Läkarna upptäcker att Homer har en krita i hjärnan och därför har ett lågt IQ, de tar bort kritan och Homers IQ ökar till 105 och han börjar umgås mera med Lisa. Homer nya IQ leder till att han blir utstött. |               |                                  |                                         |                                                       |                  |            |
| 258 | 10            | "Pokey Mom"                      | Bob Anderson                            | Tom Martin                                            | 14 januari 2001  | CABF05     |
| Familjen besöker en förklädesmässa och på vägen hem besöker de en rodeoföreställning där Marge upptäcker talang fången Jack Crowley och Homer skadar ryggen. Marge börjar som volontär på fängelset Waterville State Prison och blir övervakare till Jack som låter honom göra en väggmålning på Springfield Elementary. Homer börjar besöka en kiropraktiker och förändrar soptunnan så att förbättra folks ryggar. Gästskådespelare: Bruce Vilanch, Charles Napier, Marcia Wallace, Michael Keaton och Robert Schimmel. |               |                                  |                                         |                                                       |                  |            |
| 259 | 11            | "Worst Episode Ever"             | Matthew Nastuk                          | Larry Doyle                                           | 4 februari 2001  | CABF08     |
| Bart vinner 50 dollar då Homer inte kan äta gammalt bakpulver. [Bart och Milhouse spenderar pengarna och blir bannad från "The Android's Dungeon & Baseball Card Shop" efter att Comic Book Guy gått intet om en bra affär. Comic Book Guy drabbas av en hjärtattack men räddas av Bart och Milhouse som tillfälligt tar hand om butiken. Comic Book Guy hittar kärleken och blir kär i Agnes Skinner. Gästskådespelare: Tom Savini. |               |                                  |                                         |                                                       |                  |            |
| 260 | 12            | "Tennis the Menace"              | Jen Kamerman                            | Ian Maxtone-Graham                                    | 11 februari 2001 | CABF07     |
| Efter att Abe vinner en gratis konsultering på en begravningsbyrå skaffar familjen Simpson en tenninsbana. När Marge inser att Homers usla spel får dem att bli utskrattade börjar hon spela med Bart efter att de blivit anmälda till en turnering. Homer börjar då spela med Lisa istället. Gästskådespelare: Andre Agassi, Marcia Wallace, Pete Sampras, Serena Williams och Venus Williams. |               |                                  |                                         |                                                       |                  |            |
| 261 | 13            | "Day of the Jackanapes"          | Michael Marcantel                       | Al Jean                                               | 18 februari 2001 | CABF10     |
| Moe vinner med hjälp av Lisa en halv miljon dollar på "Me Wantee". Krusty har samtal med producenterna som vill förändra programmet vilket leder till att Krusty bestämmer sig för att sluta. Sideshow Bob får reda på att Krusty spelat över banden med honom och blir frisläppt. Han hypnotiserar Bart och försöker få honom att spränga både honom och Krusty i luften under hans finalprogram. Gästskådespelare: Gary Coleman och Kelsey Grammer. |               |                                  |                                         |                                                       |                  |            |
| 262 | 14            | "New Kids on the Blecch"         | Steven Dean Moore                       | Tim Long                                              | 25 februari 2001 | CABF12     |
| Bart fuskar sig till vinst i Springfield Marathon och träffar på "L.T. Smash" som låter honom medverka i pojkbandet "The Party Posse" tillsammans med Nelson, Milhouse och Ralph. Tillsammans med hjälp av Nasa blir populära. Lisa upptäcker att pojkbandet är en del av ett värvningsprojekt från flottan men ingen tror på henne. Gästskådespelare: 'N Sync. |               |                                  |                                         |                                                       |                  |            |
| 263 | 15            | "Hungry, Hungry Homer"           | Nancy Kruse                             | John Swartzwelder                                     | 4 mars 2001      | CABF09     |
| Familjen besöker Blockoland och Homer bestämmer sig för att kämpa för de svaga efter att Lisa köpt en defekt modell. Homer upptäcker att Duff planerar att Springfield Isotopes till Albuquerque men ingen tror på honom så han börjar hungerstrejka. Gästskådespelare: Marcia Wallace och Stacy Keach. |               |                                  |                                         |                                                       |                  |            |
| 264 | 16            | "Bye Bye Nerdie"                 | Lauren MacMullan                        | Don Payne & John Frink                                | 11 mars 2001     | CABF11     |
| Bart och Lisa missar skolbussen och Lisa försöker bli vän med den nya tjejen Francine som mobbar de smarta. Lisa upptäcker varför hon och alla andar mobbar smarta och presenterar sin idé. Homer börjar lära invånarna i Springfield att börja övervaka sina barn från olyckor. Gästskådespelare: Jan Hooks, Kathy Griffin och Marcia Wallace. |               |                                  |                                         |                                                       |                  |            |
| 265 | 17            | "Simpson Safari"                 | Mark Kirkland                           | John Swartzwelder                                     | 1 april 2001     | CABF13     |
| Packningspojkarna i mataffärerna börjar strejka och det blir brist på mat. Homer vinner en resa med familjen till Afrika. De åker på safari och träffar schimpansforskaren Dr. Joan Bushwell som jagas av Greenpeace. Gästskådespelare: Frank Welker. |               |                                  |                                         |                                                       |                  |            |
| 266 | 18            | "Trilogy of Error"               | Mike B. Anderson                        | Matt Selman                                           | 29 april 2001    | CABF14     |
| Marge skär av tummen på Homer och de åker och försöker kontakta en doktor som kan sätta tillbaka den. Lisa försöker vinna skolans vetenskapstävling men får problem då Homer förstör den och blir skjutsad till Springfield West Elementary av Krusty. Bart träffar Milhouse som kommer över olagliga fyrverkerier som ägs av Fat Tony och haffas av Clancy. Gästskådespelare: Frankie Muniz, Joe Mantegna. |               |                                  |                                         |                                                       |                  |            |
| 267 | 19            | "I'm Goin' to Praiseland"        | Chuck Sheetz                            | Julie Thacker                                         | 6 maj 2001       | CABF15     |
| Ned träffar Rachel Jordan igen men har inte kommit över Maude inser han och tar hjälp av Simpsons. Ned upptäcker att Maude önskade öppna ett tivoli, Praiseland och låter hennes önskan att gå i uppfyllelse. Familjen Simpsons hjälper till men tivolit blir ett fiasko till ett mirakel inträffar. Gästskådespelare: Marcia Wallace och Shawn Colvin. |               |                                  |                                         |                                                       |                  |            |
| 268 | 20            | "Children of a Lesser Clod"      | Michael Polcino                         | Al Jean                                               | 13 maj 2001      | CABF16     |
| Homer skadar knät och öppnar ett fritids hemma hos sig och blir omtyckt av alla föräldrar och barn. Bart och Lisa känner sig utanför och bestämmer sig för att visa den rätta sidan av Homer. |               |                                  |                                         |                                                       |                  |            |
| 269 | 21            | "Simpsons Tall Tales"            | Bob Anderson                            | Bob Bendetson, Don Payne, John Frink & Matt Selman    | 20 maj 2001      | CABF17     |
| Familjen Simpsons vinner en resa till Delaware men vägrar betala standardavgiften på fem dollar och liftar med tåg istället där de träffar luffaren. Mot att de skrubbar honom berättar han historien om Homer som Paul Bunyan, Lisa som Connie Appleseed och Bart som Tom Sawyer med Nelson som Huckleberry Finn. Gästskådespelare: Frank Welker och Marcia Wallace. |               |                                  |                                         |                                                       |                  |            |

## Hemvideoutgivningar
DVD:n släpptes som en boxset i USA och Kanada den 18 augusti 2009, i Storbritannien den 28 september 2009, i Australien och Sverige den 2 september samma år.
Liksom förra säsongen släpptes DVD-boxen i två versioen en "Collector's Edition", med ett plastfodral föreställandes Comic Book Guys ansikte och en standardbox med samma figur. Liksom vid förra Collector's Edition bifogas en kartong, båda versionerna är utformade som ett utdragbart fodral, som ett dragspel.
| The Complete Twelfth Season (Region 2) | | | | |
| Detaljer | Detaljer | Detaljer | Detaljer | Extra material |
| - 21 avsnitt - 4-disk - 4:3 - Språk: - Engelska (Dolby Digital 5.1, med undertext) - Spanska (Dolby Digital, med undertext) - Franska (Dolby Digital) - Språkval för Homer vs. Dignity (Ungerska, brasiliansk portugisiska, ukrainska och italienska) | - 21 avsnitt - 4-disk - 4:3 - Språk: - Engelska (Dolby Digital 5.1, med undertext) - Spanska (Dolby Digital, med undertext) - Franska (Dolby Digital) - Språkval för Homer vs. Dignity (Ungerska, brasiliansk portugisiska, ukrainska och italienska) | - 21 avsnitt - 4-disk - 4:3 - Språk: - Engelska (Dolby Digital 5.1, med undertext) - Spanska (Dolby Digital, med undertext) - Franska (Dolby Digital) - Språkval för Homer vs. Dignity (Ungerska, brasiliansk portugisiska, ukrainska och italienska) | - 21 avsnitt - 4-disk - 4:3 - Språk: - Engelska (Dolby Digital 5.1, med undertext) - Spanska (Dolby Digital, med undertext) - Franska (Dolby Digital) - Språkval för Homer vs. Dignity (Ungerska, brasiliansk portugisiska, ukrainska och italienska) | - Ljudkommentater för varje avsnitt - Introduktion av Matt Groening - Borttagana scener med kommentarer som tillval och möjlighet att se dem i avsnitten. - Extra nummer: "Comic Book Guy: Best. Moments. Ever." - Extra nummer: "The Global Fanfest" - Sketch galleri - Animation galleri - Illustration kommentarer - Reklamfilmer |
| Releasedatum | | | | - Ljudkommentater för varje avsnitt - Introduktion av Matt Groening - Borttagana scener med kommentarer som tillval och möjlighet att se dem i avsnitten. - Extra nummer: "Comic Book Guy: Best. Moments. Ever." - Extra nummer: "The Global Fanfest" - Sketch galleri - Animation galleri - Illustration kommentarer - Reklamfilmer |
| Region 1 USA | Region 2 Storbritannien | Region 2 Sverige | Region 4 Australien | - Ljudkommentater för varje avsnitt - Introduktion av Matt Groening - Borttagana scener med kommentarer som tillval och möjlighet att se dem i avsnitten. - Extra nummer: "Comic Book Guy: Best. Moments. Ever." - Extra nummer: "The Global Fanfest" - Sketch galleri - Animation galleri - Illustration kommentarer - Reklamfilmer |
| 18 augusti 2010 | 28 september 2009 | 2 september 2009 | 2 september 2009 | - Ljudkommentater för varje avsnitt - Introduktion av Matt Groening - Borttagana scener med kommentarer som tillval och möjlighet att se dem i avsnitten. - Extra nummer: "Comic Book Guy: Best. Moments. Ever." - Extra nummer: "The Global Fanfest" - Sketch galleri - Animation galleri - Illustration kommentarer - Reklamfilmer |